# Winnie Kaburu
Winnie Kaburu Kinyua est une femme d'affaires kenyane qui s'est présentée comme candidate à la vice-présidence lors de l'élection présidentielle kényane de 2013 aux côtés de James ole Kiyiapi, du parti Restore and Build Kenya (RBK).
Winnie Kaburu est candidate au poste de gouverneure du comté de Meru lors des élections de 2017 en tant que candidat pour Wiper Democratic Movement.
Elle est originaire du comté de Meru, au Kenya, et détient un baccalauréat en sciences politiques et une maîtrise en genre et développement, tous deux de l'Université de Nairobi. Elle possède actuellement des entreprises dans plusieurs secteurs et a reçu une mention élogieuse du président Kibaki en 2003 pour son travail dans le milieu des affaires au Kenya.
Kaburu Kinyua est une cofondatrice et l'ancienne vice-présidente de l'Alliance du secteur privé du Kenya (KEPSA), ainsi qu'une cofondatrice de la Fair Trade Organisation. Elle est également une défenseuse des femmes dans les affaires, fondant l'Association nationale des femmes indépendantes du Kenya (NASWOK).